# Christopher Hinton
Pour les articles homonymes, voir Hinton.
Christopher Hinton est un réalisateur, scénariste, acteur et producteur canadien né en 1952 à Galt (Canada).

## Biographie
Hinton a réalisé des films d'animation avec l'ONF et indépendamment, et a été professeur de l'animation à l'Université Concordia.
Deux de ses films ont été nommés pour un Oscar du meilleur court métrage d'animation : Mouches noires et Nibbles. Hinton a également remporté un Prix Génie du meilleur court métrage d'animation (en) pour son court métrage de 2004 cNote (en). Flux (2002) a reçu 19 prix, dont le prix FIPRESCI et une Mention spéciale pour l'humour et l'efficacité de l'animation au Festival international du film d'animation d'Annecy. 

## Filmographie

### comme Réalisateur
- 1978 : Canada Vignettes (en) : Lady Frances Simpson
- 1978 : Blowhard
- 1985 : Giordano
- 1988 : A Nice Day in the Country (+ producteur)
- 1991 : The National Film Board of Canada's Animation Festival (TV)
- 1991 : Mouches noires
- 1994 : Watching TV
- 2002 : Flux
- 2002 : Twang
- 2003 : Nibbles (+ voix)
- 2005 : cNote (en)

### comme Scénariste
- 1978 : Canada Vignettes: Lady Frances Simpson
- 1988 : A Nice Day in the Country
- 2002 : Flux